# Filomena Moretti
Filomena Moretti (Sassari, 1973) è una chitarrista italiana.

## Biografia
Si è diplomata con lode al Conservatorio di Musica Luigi Canepa di Sassari, contemporaneamente al diploma (sempre con lode) al Liceo Classico D. Azuni. Dopo aver concluso gli studi a Sassari, ha proseguito, in maniera più assidua rispetto al periodo sassarese, la frequentazione dei corsi del Maestro Ruggero Chiesa. Si è affermata, dapprima sotto la guida del M° Roberto Masala (docente presso il Conservatorio di Sassari) e dopo seguita da Ruggero Chiesa, in varie competizioni nazionali e internazionali:
- 1985-1987 Primo premio e Menzione Speciale al Concorso di Mondovì.
- 1991 Primo Premio al Concorso Golfo degli Angeli di Cagliari.
- 1992 Seconda classificata al Concorso Internazionale di Sassari Emilio Pujol.
- 1993 Primo Premio al Concorso Internazionale di Stresa.
- 1993 Seconda classificata al Concorso Fernando Sor di Roma.
- 1995 Primo Premio e Menzione Speciale al Concorso Internazionale di Alessandria
- 1996 Primo Premio al Concours de l'A.R.A.M., in Canada

Nel 1993 ha ottenuto la borsa di studio, destinata agli allievi più meritevoli, al corso (a cadenza annuale) tenuto da Oscar Ghiglia presso l'Accademia Musicale Chigiana di Siena, onorificenza ottenuta dal Maestro stesso.

## Esibizioni
Filomena Moretti svolge attività concertistica in Italia e in Europa. È stata invitata a suonare in alcune delle più prestigiose sale da concerto e città come:
- Sala degli specchi al Museo Arti e Mestieri di Amburgo.
- Sala giardino al Castello di Wolfsburg.
- Cittadella di Spandau di Berlino.
- Fondazione Chopin di Varsavia.
- Cracovia per due esibizioni consecutive.
- Conservatorio Giuseppe Verdi di Milano, su invito della Società dei Concerti.
- Salone della Musica di Torino.
- Musicora di Parigi.

Ha preso parte a molti seminari con Alirio Díaz, David Russell, Julian Bream, J. Tomas e Manuel Barrueco.

La Moretti si è inoltre esibita con importanti orchestre. Il suo vasto repertorio comprende i concerti per chitarra più importanti. Ha girato l'Italia nel marzo 1999 con la famosa ballerina di flamenco Lucero Tena. Nel giugno 1999, ha eseguito il "Concerto per Chitarra e Orchestra" di Mauro Giuliani con la "Società dei Concerti" presso il Conservatorio Verdi di Milano.

In Francia, si è esibita presso le "Trans Classiques" a La Cigale di Parigi, ai "Musicales Flâneries" di Reims, al "Festival de Radio France" a Montpellier, al "Festival Génération Virtuoses" ad Antibes.

I suoi concerti sono stati trasmessi su "Muzik" e Mezzo TV. È stata inoltre invitata a France 2.

## Incisioni
Filomena Moretti ha registrato due album per le etichette Phoenix Classics e Stradivarius.

La pubblicazione dell'opera completa per chitarra solista di Joaquín Rodrigo sotto Stradivarius, le ha valso la copertina della rivista italiana Classica. Nel 1998 ha ricevuto il premio Chitarra d'oro per la sua pubblicazione dedicata alla musica di Fernando Sor, sempre sotto Stradivarius.

Ha inciso inoltre un doppio album di opere per liuto di J.S. Bach trascritte per chitarra, sotto l'etichetta Transart UK.